# Deserted Palace
Deserted Palace este un album de muzică electronică experimental instrumentală compus și produs de Jean Michel Jarre și lansat în 1972 prin Sam Fox Records. Albumul conținea o muzică ce se putea utiliza în programe de televiziune, reclame, filme și altele. 

## Tracklist
1. "Poltergeist Party" (2:16)
2. "Music Box Concerto" (2:46)
3. "Rain Forest Rap Session" (1:44)
4. "A Love Theme for Gargoyles" (1:15)
5. "Bridge of Promises" (3:19)
6. "Exasperated Frog" (0:51)
7. "Take Me to Your Leader" (2:00)
8. "Deserted Palace" (2:27)
9. "Pogo Rock" (1:08)
10. "Wind Swept Canyon" (7:44)
11. "The Abominalble Snowman" (0:56)
12. "Iraqi Hitch Hiker" (2:32)
13. "Free Floating Anxiety" (2:19)
14. "Synthetic Jungle" (1:43)
15. "Bee Factory" (1:00)